# Дарја Дугина
Дарја Александровна Дугина (рус. Дарья Александровна Дугина; Москва, 15. децембар 1992 — Москва, 20. август 2022), позната и као Дарја Платонова (рус. Дарья Платонова), је била руска новинарка и политички активиста. Била је ћерка Александра Дугина, познатог руског конзервативног политичког филозофа и присталице руског председника Владимира Путина, чије је политичке ставове такође делила.

## Биографија
Рођена 15. децембра 1992. у Москви, Дарја Дугина је била ћерка Александра Дугина и његове друге жене, филозофкиње Наталије Мелентјеве. Док је студирала на Московском државном универзитету, 2012/2013. године била је приправник на Универзитету Бордо Монтењ, специјализујући се за старогрчку филозофију.
Након универзитета, радила је као новинарка, пишући за државни медиј РТ и прокремљански конзервативни канал Царград, под псеудонимом Дарија Платонова.
Према Министарству финансија Сједињених Држава, које ју је додало на америчку листу санкција 3. марта 2022, она је била главни уредник сајта под називом United World International за који се наводи да је у власништву Путиновог савезника Јевгенија Пригожина, који такође контролише Вагнерову групу коју подржава држава. Истовремено је радила и као секретар за штампу свог оца.

### Инвазија Русије на Украјину 2022
Дугина је била отворени присталица руске инвазије на Украјину 2022. године. Посебно је тврдила да су масакри украјинских цивила од стране руске војске током инвазије били инсценирани. У јуну 2022. посетила је градове Доњецк и Маријупољ. Дана 4. јула 2022. санкционисана је од стране британске владе, која ју је оптужила да је допринела дезинформацијама на интернету у вези са руском инвазијом. Она је одговорила да је обична новинарка и да није требало да буде санкционисана.

## Смрт
Дугина је погинула у 29. години 20. августа 2022. у насељу Баљшије Вјазјоми код Москве, када јој је експлодирао аутомобил у току вожње. Возила се за Москву након што је присуствовала годишњем фестивалу "Традиција", породичном фестивалу за љубитеље уметности. Истражитељи су рекли да је у аутомобил постављена експлозивна направа. Нејасно је да ли је она била директно мета или је њен отац (за кога се очекивало да путује заједно са њом) био права мета покушаја атентата, али он је у последњем тренутку прешао на други аутомобил.
Шеф Доњецке Народне Републике, Денис Пушилин, тврдио је да украјинске власти стоје иза експлозије, док су оне негирале било какву умешаност.